# Omul de zăpadă ucigaș
Omul de zăpadă ucigaș (titlu original: Jack Frost) este un film de Crăciun american de comedie și de groază din 1997 scris și regizat de Michael Cooney. Rolurile principale au fost interpretate de actorii Scott MacDonald, Christopher Allport și F. William Parker. Un om de zăpadă ucigaș terorizează un orășel în timpul sărbătorilor. Filmul a devenit un cult clasic.

## Prezentare
Filmul are loc în orașul fictiv Snowmonton. În săptămâna înainte de Crăciun, prin oraș trece un camion care-l transportă pe criminalul în serie Jack Frost (Scott MacDonald) pentru a fi executat. Camionul se lovește de un altul care transporta materiale genetice și corpul lui Jack suferă transformări, transformându-se într-un fel de om de zăpadă care poate intra în pământ sau trece prin alte materiale. După ce trupul acestuia se topește, Jack este considerat mort de către autorități. Cu toate acestea, se întoarce ca un om de zăpadă ucigaș și se răzbună în final pe cel care  l-a prins, șeriful Sam Tiler (Christopher Allport).

## Distribuție
- Scott MacDonald...Jack Frost
- Christopher Allport...Sam Tiler (men. ca Chris Allport)
- Stephen Mendel...Agent Manners
- F. William Parker...Paul Davrow
- Eileen Seeley...Anne Tiler
- Rob LaBelle...Agent Stone
- Zack Eginton...Ryan Tiler
- Jack Lindine...Jake Metzner
- Kelly Jean Peters...Sally Metzner
- Marsha Clark...Marla
- Chip Heller...Deputy Joe Foster
- Brian Leckner...Deputy Chris Pullman
- Darren O. Campbell...Tommy Davrow
- Shannon Elizabeth...Jill Metzner (men. ca Shannon Elizabeth Fadal)
- Paul Keith...Doc Peters
- Charles C. Stevenson Jr...Father Branagh
- Nathan Hague...Billy Metzner